# Christel Schaldemose
Christel Schaldemose, née le 4 août 1967 à Odense, est une députée européenne danoise membre des Sociaux-démocrates (SD).

## Biographie
Christel Schaldemose est candidate aux élections européennes de 2004 sur la liste sociale-démocrate mais n'est pas élue, devenant seulement la première suppléante de son parti. Elle devient députée européenne en 2006 après la démission de son ancien colistier Henrik Dam Kristensen. Elle intègre alors l'Alliance progressiste des socialistes et démocrates et la commission du marché intérieur et de la protection des consommateurs.
En 2016, elle fait partie des 45 membres de la commission d'enquête sur la mesure des émissions dans le secteur de l'automobile.
Après les élections européennes de 2019, elle devient vice-présidente de la délégation pour les relations avec le Japon. Elle en prend la présidence en février 2021.
En 2021, elle est la rapporteure du Parlement européen au titre de la proposition de régulation relative à un marché intérieur des services numériques (Législation sur les services numériques). Cette régulation prévoit des dispositions freinant la propagation de contenus illégaux, une plus grande transparence des services digitaux, et une meilleure protection des droits des citoyens européen sur internet.
En mars 2023, elle est désignée tête de liste sociale-démocrate en vue des élections européennes de juin 2024. Lors de la campagne, elle cosigne avec la Première ministre Mette Frederiksen une tribune appelant à instaurer un âge minimal de 15 ans pour l'utilisation des réseaux sociaux dans l'Union européenne. Sa liste termine en deuxième position du scrutin derrière le Parti populaire socialiste, en remportant 15,6 % des suffrages eu deux sièges. Après le scrutin, elle est élue vice-présidente du Parlement.